# Бразилска сребърна лисица
Бразилска сребърна лисица (Lycalopex vetulus) е хищен бозайник от семейство Кучеви.

## Физически характеристики
Бразилската сребърна лисица тежи около 2,7 – 4 kg, а дължината на тялото им е 58 – 64 cm и височина 28 – 32 cm. Тя е дребен вид. Има малки зъби пригодени за консумация на насекоми, къса муцуна и големи очи. Цвета на козината ѝ е сива по гърба, избледнява отстрани и преминава в рижава отдолу.

## Разпространение
Бразилската сребърна лисица е ендемичен вид за Бразилия. Обитава предимно щатите Минаш Жерайш и Мато Гросо.

## Начин на живот и хранене
В менюто на лисицата влизат насекоми (предимно термити) и гризачи.

## Размножаване
Чифтосват се през есента. Раждат се от 2 до 4 малки.